# Christian Bravo
Pour les articles homonymes, voir Bravo.
Christian Bravo né le 1er octobre 1993 à Iquique au Chili est un footballeur international chilien qui joue comme ailier droit aux Montevideo Wanderers.

## Carrière

### En club
Durant le mercato estival 2013, Christian signe un contrat de cinq ans en faveur de Grenade, il integrera l'équipe réserve qui joue dans la 3e division Espagnol. Il fit sa première apparition en Liga le 12 avril 2014 face au FC Barcelone en remplaçant Yacine Brahimi à la 65e minute de jeu. Une semaine plus tard, le 20 avril, il remplacera Recio à la 54e minute face au FC Séville.

### En équipe nationale
Christian Bravo participe à la Coupe du monde des moins de 20 ans 2013 qui se déroule en Turquie, il quittera la compétition en quart de finale. En 2014, il est sélectionné avec les U21 pour le tournoi de Toulon en France, le Chili fait partie du groupe A avec la France, le Portugal et le Mexique

## Palmarès
- Universidad de Chile
- Championnat du Chili (3)
  - Vainqueur : 2011 (A), 2011(C) et 2012(A)
- Copa Sudamericana (1)
  - Vainqueur : 2012